# Problem czterech hetmanów
|   | a                                                                             | b                                                                             | c                                                                             | d                                                                             | e                                                                             | f                                                                             | g                                                                             | h                                                                             |   |
| 8 | c7 – Biały hetman · g5 – Biały hetman · e3 – Biały hetman · a1 – Biały hetman | c7 – Biały hetman · g5 – Biały hetman · e3 – Biały hetman · a1 – Biały hetman | c7 – Biały hetman · g5 – Biały hetman · e3 – Biały hetman · a1 – Biały hetman | c7 – Biały hetman · g5 – Biały hetman · e3 – Biały hetman · a1 – Biały hetman | c7 – Biały hetman · g5 – Biały hetman · e3 – Biały hetman · a1 – Biały hetman | c7 – Biały hetman · g5 – Biały hetman · e3 – Biały hetman · a1 – Biały hetman | c7 – Biały hetman · g5 – Biały hetman · e3 – Biały hetman · a1 – Biały hetman | c7 – Biały hetman · g5 – Biały hetman · e3 – Biały hetman · a1 – Biały hetman | 8 |
| 7 | c7 – Biały hetman · g5 – Biały hetman · e3 – Biały hetman · a1 – Biały hetman | c7 – Biały hetman · g5 – Biały hetman · e3 – Biały hetman · a1 – Biały hetman | c7 – Biały hetman · g5 – Biały hetman · e3 – Biały hetman · a1 – Biały hetman | c7 – Biały hetman · g5 – Biały hetman · e3 – Biały hetman · a1 – Biały hetman | c7 – Biały hetman · g5 – Biały hetman · e3 – Biały hetman · a1 – Biały hetman | c7 – Biały hetman · g5 – Biały hetman · e3 – Biały hetman · a1 – Biały hetman | c7 – Biały hetman · g5 – Biały hetman · e3 – Biały hetman · a1 – Biały hetman | c7 – Biały hetman · g5 – Biały hetman · e3 – Biały hetman · a1 – Biały hetman | 7 |
| 6 | c7 – Biały hetman · g5 – Biały hetman · e3 – Biały hetman · a1 – Biały hetman | c7 – Biały hetman · g5 – Biały hetman · e3 – Biały hetman · a1 – Biały hetman | c7 – Biały hetman · g5 – Biały hetman · e3 – Biały hetman · a1 – Biały hetman | c7 – Biały hetman · g5 – Biały hetman · e3 – Biały hetman · a1 – Biały hetman | c7 – Biały hetman · g5 – Biały hetman · e3 – Biały hetman · a1 – Biały hetman | c7 – Biały hetman · g5 – Biały hetman · e3 – Biały hetman · a1 – Biały hetman | c7 – Biały hetman · g5 – Biały hetman · e3 – Biały hetman · a1 – Biały hetman | c7 – Biały hetman · g5 – Biały hetman · e3 – Biały hetman · a1 – Biały hetman | 6 |
| 5 | c7 – Biały hetman · g5 – Biały hetman · e3 – Biały hetman · a1 – Biały hetman | c7 – Biały hetman · g5 – Biały hetman · e3 – Biały hetman · a1 – Biały hetman | c7 – Biały hetman · g5 – Biały hetman · e3 – Biały hetman · a1 – Biały hetman | c7 – Biały hetman · g5 – Biały hetman · e3 – Biały hetman · a1 – Biały hetman | c7 – Biały hetman · g5 – Biały hetman · e3 – Biały hetman · a1 – Biały hetman | c7 – Biały hetman · g5 – Biały hetman · e3 – Biały hetman · a1 – Biały hetman | c7 – Biały hetman · g5 – Biały hetman · e3 – Biały hetman · a1 – Biały hetman | c7 – Biały hetman · g5 – Biały hetman · e3 – Biały hetman · a1 – Biały hetman | 5 |
| 4 | c7 – Biały hetman · g5 – Biały hetman · e3 – Biały hetman · a1 – Biały hetman | c7 – Biały hetman · g5 – Biały hetman · e3 – Biały hetman · a1 – Biały hetman | c7 – Biały hetman · g5 – Biały hetman · e3 – Biały hetman · a1 – Biały hetman | c7 – Biały hetman · g5 – Biały hetman · e3 – Biały hetman · a1 – Biały hetman | c7 – Biały hetman · g5 – Biały hetman · e3 – Biały hetman · a1 – Biały hetman | c7 – Biały hetman · g5 – Biały hetman · e3 – Biały hetman · a1 – Biały hetman | c7 – Biały hetman · g5 – Biały hetman · e3 – Biały hetman · a1 – Biały hetman | c7 – Biały hetman · g5 – Biały hetman · e3 – Biały hetman · a1 – Biały hetman | 4 |
| 3 | c7 – Biały hetman · g5 – Biały hetman · e3 – Biały hetman · a1 – Biały hetman | c7 – Biały hetman · g5 – Biały hetman · e3 – Biały hetman · a1 – Biały hetman | c7 – Biały hetman · g5 – Biały hetman · e3 – Biały hetman · a1 – Biały hetman | c7 – Biały hetman · g5 – Biały hetman · e3 – Biały hetman · a1 – Biały hetman | c7 – Biały hetman · g5 – Biały hetman · e3 – Biały hetman · a1 – Biały hetman | c7 – Biały hetman · g5 – Biały hetman · e3 – Biały hetman · a1 – Biały hetman | c7 – Biały hetman · g5 – Biały hetman · e3 – Biały hetman · a1 – Biały hetman | c7 – Biały hetman · g5 – Biały hetman · e3 – Biały hetman · a1 – Biały hetman | 3 |
| 2 | c7 – Biały hetman · g5 – Biały hetman · e3 – Biały hetman · a1 – Biały hetman | c7 – Biały hetman · g5 – Biały hetman · e3 – Biały hetman · a1 – Biały hetman | c7 – Biały hetman · g5 – Biały hetman · e3 – Biały hetman · a1 – Biały hetman | c7 – Biały hetman · g5 – Biały hetman · e3 – Biały hetman · a1 – Biały hetman | c7 – Biały hetman · g5 – Biały hetman · e3 – Biały hetman · a1 – Biały hetman | c7 – Biały hetman · g5 – Biały hetman · e3 – Biały hetman · a1 – Biały hetman | c7 – Biały hetman · g5 – Biały hetman · e3 – Biały hetman · a1 – Biały hetman | c7 – Biały hetman · g5 – Biały hetman · e3 – Biały hetman · a1 – Biały hetman | 2 |
| 1 | c7 – Biały hetman · g5 – Biały hetman · e3 – Biały hetman · a1 – Biały hetman | c7 – Biały hetman · g5 – Biały hetman · e3 – Biały hetman · a1 – Biały hetman | c7 – Biały hetman · g5 – Biały hetman · e3 – Biały hetman · a1 – Biały hetman | c7 – Biały hetman · g5 – Biały hetman · e3 – Biały hetman · a1 – Biały hetman | c7 – Biały hetman · g5 – Biały hetman · e3 – Biały hetman · a1 – Biały hetman | c7 – Biały hetman · g5 – Biały hetman · e3 – Biały hetman · a1 – Biały hetman | c7 – Biały hetman · g5 – Biały hetman · e3 – Biały hetman · a1 – Biały hetman | c7 – Biały hetman · g5 – Biały hetman · e3 – Biały hetman · a1 – Biały hetman | 1 |
|   | a                                                                             | b                                                                             | c                                                                             | d                                                                             | e                                                                             | f                                                                             | g                                                                             | h                                                                             |   |

Problem czterech hetmanów – problem polegający na znalezieniu takiego ustawienia czterech hetmanów na szachownicy, by zaszachować możliwie jak największą liczbę pól.

## Rozwiązanie problemu czterech hetmanów
Jest 8 ustawień (nie licząc wariantów, które można otrzymać za pomocą obrotów i odbić), przy których tylko dwa pola są wolne od szachu.
Na przykład na diagramie obok jedyne pola nieszachowane to b4 i f8.
W niektórych dwa hetmany (tutaj He3 i Hg5) znajdują się na jednej przekątnej, atakując się nawzajem.